# Ross 614
Ross 614 – jeden z najbliższych układów podwójnych gwiazd, para czerwonych karłów o małej masie, typu widmowego M. Znajduje się w gwiazdozbiorze Jednorożca, w odległości ok. 13,3 lat świetlnych od Słońca.

## Właściwości fizyczne
Do tego układu należą:
- Ross 614 A – jest jaśniejszą z pary gwiazd, charakteryzuje się dużą aktywnością – jest gwiazdą rozbłyskową o oznaczeniu V577 Monocerotis. Ma masę ok. 0,22 M☉.
- Ross 614 B – jest ciemniejszym czerwonym karłem, nie jest gwiazdą rozbłyskową. Ma o około połowę mniejszą masę niż składnik A (0,11 M☉).

Gwiazdy te obiegają środek ciężkości układu w okresie 16,595 ± 0,0077 lat.